# Lista över borgmästare i Linköping
Detta är en lista över borgmästare i Linköping.

## Borgmästare i Linköpings stad
Borgmästare i Linköpings stad före 1971.
| Ämbetstid  | Namn                       | Levnadstid |
| ---------- | -------------------------- | ---------- |
| 1358       | Lembekin                   |            |
| 1358       | Magnus Ingaemagh           |            |
| 1373–1390  | Johan Bomagard             |            |
| 1380       | Hans överskärare           |            |
| 1380       | Ulf Harladsson             |            |
| 1387       | Gödeka bagare              |            |
| 1387       | Albrekt skinnare           |            |
| 1387       | Tyrgils lille              |            |
| 1387       | Anders skinnare            |            |
| 1390       | Håkan Kjelsson             |            |
| 1396–1408  | Johan Ingesson             |            |
| 1396       | Kettilfast Birgersson      |            |
| 1408–1409  | Olof Duva                  |            |
| 1409       | Peter Räf                  |            |
| 1410       | Peter Övidsson             |            |
| 1413–1426  | Nils Västgöte              |            |
| 1448       | Nils Brask                 |            |
| 1454–1468  | Olof Västgöte              |            |
| 1456–1466  | Jöns Olofsson              |            |
| 1470–1484  | Peter Brask                |            |
| 1481–1482  | Sven Gudmundsson           |            |
| 1470       | Johan Kopparslagare        |            |
| 1495–1510  | Nils Bältare               |            |
| 1500       | Mats Klementsson           |            |
| 1509       | Håkan Andersson            |            |
| 1510–1513  | Lasse Birgersson           |            |
| -1518      | Ingvald Smed               |            |
| 1506–1518  | Gunne Laurensson           |            |
| 1512–1521  | Nils Andersson             |            |
| 1511–1523  | Håkan Laurensson           |            |
| 1518–1523  | Sven Skrivare              |            |
| 1531       | Hans Skute                 |            |
| 1539       | Måns Bältare               |            |
| 1540       | Lars Hovslagare            |            |
| 1555–1554  | Hans Persson               |            |
| 1576–1611  | Peder Eriksson             |            |
| 1593       | Lasse skräddare            |            |
| 1611–1618  | Hans Olsson                |            |
| 1600-talet | Gudmund Gudmundsson        |            |
| 1633–1648  | Nils Nilsson               | -1648      |
| 1633–1657  | Anders Jacobsson           | -1673      |
| 1648–1666  | Göran Tyresson Dyk         | -1666      |
| 1658–1671  | Johan Zachrisson Ulf       |            |
| 1667–1682  | Töres Eriksson             |            |
| 1673–1690  | Johannes Mogatæus          | 1640–1690  |
| 1682       | Johan Montin               |            |
| 1682       | Hans Olsson                |            |
| 1682–1698  | Johan Nordman              | 1643–1698  |
| 1698–1711  | Samuel Pyttner             | -1711      |
| 1711–1717  | Magnus Rinström            | -1717      |
| 1717–1723  | Johan Ernst                | -1723      |
| 1723–1743  | Johannes Kinberg           | 1677–1743  |
| 1744–1762  | Johan Jancke               | 1704–1762  |
| 1763–1776  | Carl Fredrik Lund          | 1716–1776  |
| 1777–1788  | Peter Schenling            | 1715–1790  |
| 1788–1807  | Nils Björkegren            | 1751–1818  |
| 1808–1818  | Gabriel Andreas Kiellander | 1779–1845  |
| 1819–1822  | Mattias Weibull            | 1783–1838  |
| 1822–1829  | Per Rydbeck                | 1775–1829  |
| 1830–1849  | Zacharias Abelin           | 1774–1849  |
| 1850–1870  | Claes Fredric Egnell       | 1799–1870  |
| 1870–1905  | Fredrik Stånggren          | 1829–1912  |
| 1906–1934  | Carl Henrik Ramsay         | 1859–1940  |
| 1938–1953  | Bertel Hallberg            | 1886–1953  |
| 1953–1967  | Carl Svennegård            | 1903–1967  |
| 1967–1970  | Gösta Sandell              | 1923–2004  |

Borgmästare i Linköpings kommun, sedan titeln återinfördes 1994 i kommunfullmäktiges arbetsordning.
| Namn | Namn                    | Tillträdde | Avgick |
| ---- | ----------------------- | ---------- | ------ |
|      | Eva Joelsson (S)        | 1994       | 2006   |
|      | Ann-Cathrine Hjerdt (M) | 2006       | 2014   |
|      | Helena Balthammar (S)   | 2014       | 2018   |
|      | Lars Vikinge (C)        | 2018       | 2022   |
|      | Mikael Sanfridsson (S)  | 2022       |        |